# Naineris bicornis
Naineris bicornis är en ringmaskart som beskrevs av Hartman 1951. Naineris bicornis ingår i släktet Naineris och familjen Orbiniidae.
Artens utbredningsområde är Mexikanska golfen. Utöver nominatformen finns också underarten N. b. minuta.